# Allograpta neotropica
Allograpta neotropica är en tvåvingeart som beskrevs av Charles Howard Curran 1936. Allograpta neotropica ingår i släktet Allograpta och familjen blomflugor. Inga underarter finns listade i Catalogue of Life.